# Andromaque (fils d'Alexandre)
Pour les articles homonymes, voir Andromaque (homonymie).
Andromaque (en grec ancien Ἀνδρόμαχος / Andromakhos) est un prince de la dynastie des Séleucides.

## Biographie
Fils d'Alexandre, il est le petit-fils d'Achaïos Ier, il est le cousin et le beau-frère de Séleucos II, qui a épousé sa sœur Laodicé II. Il sert fidèlement ces rois dans leur lutte contre Attale Ier de Pergame. Il est fait prisonnier en 223 av. J.-C. et livré à Ptolémée III, qui le garde captif à Alexandrie. 
Andromaque est finalement libéré grâce aux interventions de la diplomatie de Rhodes mais il choisit de demeurer en Égypte et il commande la phalange de Ptolémée III lors de la bataille de Raphia.
Il est également le père de l'anti-roi d'Asie Mineure : Achaïos II.